# Іран на зимових Олімпійських іграх 1976
Іран на зимових Олімпійських іграх 1976 року, які проходили в австрійському місті Інсбрук, був представлений 4 спортсменами (усі чоловіки) в одному виді спорту: гірськолижний спорт. Прапороносцем на церемонії відкриття Олімпійських ігор був гірськолижник Лотфолла Кіашемшакі.
Іран вп'яте взяв участь у зимових Олімпійських іграх. Іранські спортсмени не здобули жодної медалі.

## Учасники
За видом спорту і статтю
| Вид спорту          | Чоловіки | Жінки | Разом |
| ------------------- | -------- | ----- | ----- |
| Гірськолижний спорт | 4        | 0     | 4     |
| Разом               | 4        | 0     | 4     |

## Гірськолижний спорт
| Спортсмен                | Дисципліна                   | Спуск 1           | Спуск 2           | Разом        | Місце        |
| ------------------------ | ---------------------------- | ----------------- | ----------------- | ------------ | ------------ |
| Горбан Алі Калгор        | слалом, чоловіки             | не фінішував      | —                 | —            | —            |
| Горбан Алі Калгор        | гігантський слалом, чоловіки | 2:02.30           | 2:06.65           | 4:08.95      | 47           |
| Горбан Алі Калгор        | швидкісний спуск, чоловіки   | 1:59.15           | 1:59.15           | 1:59.15      | 55           |
| Могаммад Калгор          | слалом, чоловіки             |                   | не стартував      | —            | —            |
| Могаммад Калгор          | гігантський слалом, чоловіки | 1:59.95           | не фінішував      | —            | —            |
| Могаммад Калгор          | швидкісний спуск, чоловіки   | не фінішував      | не фінішував      | не фінішував | не фінішував |
| Акбар Калілі             | слалом, чоловіки             | дискваліфікований | —                 | —            | —            |
| Акбар Калілі             | гігантський слалом, чоловіки | 2:02.98           | дискваліфікований | —            | —            |
| Акбар Калілі             | швидкісний спуск, чоловіки   | 2:00.32           | 2:00.32           | 2:00.32      | 58           |
| Могаммад Гаді Кіашемшакі | слалом, чоловіки             | дискваліфікований | —                 | —            | —            |
| Могаммад Гаді Кіашемшакі | гігантський слалом, чоловіки | не фінішував      | —                 | —            | —            |
| Могаммад Гаді Кіашемшакі | швидкісний спуск, чоловіки   | 1:59.44           | 1:59.44           | 1:59.44      | 56           |